# Шилкинский Завод
Ши́лкинский Заво́д — село в Сретенском районе Забайкальского края России. Административный центр сельского поселения «Шилко-Заводское».

## География
Село находится в восточной части района, на левом берегу Шилка, на расстоянии примерно 74 км к северо-востоку от города Сретенск, административного центра района.
Климат
Климат характеризуется как резко континентальный с продолжительной холодной малоснежной зимой и коротким тёплым летом. Среднегодовая температура воздуха составляет −5,3 — +3 °С. Средняя многолетняя температура самого холодного месяца (января) составляет −28 — −24 °С (абсолютный минимум — −55 °С), температура самого тёплого (июля) — 16 — 19 °С (абсолютный максимум — 40 °С). Безморозный период длится в течение 80 — 100 дней. Среднегодовое количество осадков — 350—400 мм.
Часовой пояс
Село Шилкинский Завод находится в часовой зоне МСК+6. Смещение применяемого времени относительно UTC составляет +9:00.

## История
Основано в 1767 году с началом строительства Шилкинского сереброплавильного завода, тогда же построена каторжная тюрьма. В селе строились баржи для сплава грузов и людей по реке Амур.

## Население
| 1902 | 1989 | 2002 | 2010 | 2021 |
| ---- | ---- | ---- | ---- | ---- |
| 1163 | ↘316 | ↘281 | ↘242 | ↘193 |

## Инфраструктура
В селе функционируют основная школа, детсад, фельдшерско-акушерский пункт.

## Археология и палеоантропология
В Шилкинской пещере на реке Шилка нашли украшения, костяные и каменные изделия, характерные для неолита и глазковской культуры Прибайкалья, и костные останки шилкинского человека — череп. Г. М. Левин определил монголоидную принадлежность шилкинского человека и отнёс его к байкальскому антропологическому типу. Антропологи М. М. Герасимов и Н. Н. Мамонова осуществляли реконструкции черепа шилкинского человека. У шилкинского человека было более высокое, узкое и менее уплощённое лицо.